# Йоситоми
Йоситоми (яп. 吉富町 Ёситоми-мати) — посёлок в Японии, находящийся в уезде Тикудзё префектуры Фукуока. Площадь посёлка составляет 5,68 км², население — 6684 человека (1 августа 2014), плотность населения — 1176,76 чел./км².

## Географическое положение
Посёлок расположен на острове Кюсю в префектуре Фукуока региона Кюсю. С ним граничат города Будзен, Накацу и посёлок Коге.

## Население
Население посёлка составляет 6684 человека (1 августа 2014), а плотность — 1176,76 чел./км². Изменение численности населения с 1980 по 2005 годы:
| 1980 | 7749 чел. |  |
| 1985 | 7549 чел. |  |
| 1990 | 7364 чел. |  |
| 1995 | 7223 чел. |  |
| 2000 | 7188 чел. |  |
| 2005 | 7053 чел. |  |

## Символика
Деревом посёлка считается османтус, цветком — Rhododendron indicum.